# Nigel Hasselbaink
Nigel Hasselbaink (Amsterdam, 21 novembre 1990) è un ex calciatore olandese naturalizzato surinamese, di ruolo attaccante.

## Biografia
È il nipote di Jimmy Floyd Hasselbaink, ex attaccante della nazionale olandese. È anche nipote di Carlos Hasselbaink, ritirato nel 2005, e fratello di Marvin Hasselbaink, anche lui calciatore.

## Carriera

### Club
Nigel cresce nelle giovanili dell'Ajax e del PSV. Nel gennaio 2010, dopo sei mesi in prima squadra senza alcun minuto giocato, passa in prestito ai Go Ahead Eagles.
Il 23 agosto 2010 si trasferisce all'Hamilton Academical.
Esordisce in Scottish Premier League solo quattro giorni dopo, nella vittoria 1-0 contro l'Inverness.
Dopo una sola stagione passa al St. Mirren. Il 6 giugno 2011 sottoscrive un contratto annuale.
Il 30 luglio firma il primo dei sei gol della sua stagione, decretando la vittoria 1-0 contro l'Aberdeen.
Il 28 giugno 2012 firma un contratto biennale con il St. Johnstone, club che gli permette di esordire in UEFA Europa League nel secondo turno preliminare, perso complessivamente 3-1 contro i turchi dell'Eskişehirspor.

### Nazionale
Ha esordito in nazionale nel 2019; ha partecipato alla CONCACAF Gold Cup 2021.

## Statistiche

### Presenze e reti nei club
Statistiche aggiornate al 2 agosto 2021.
| Stagione                   | Squadra                    | Campionato                 | Campionato | Campionato | Coppe nazionali | Coppe nazionali | Coppe nazionali | Coppe continentali | Coppe continentali | Coppe continentali | Altre coppe | Altre coppe | Altre coppe | Totale | Totale |
| Stagione                   | Squadra                    | Comp                       | Pres       | Reti       | Comp            | Pres            | Reti            | Comp               | Pres               | Reti               | Comp        | Pres        | Reti        | Pres   | Reti   |
| -------------------------- | -------------------------- | -------------------------- | ---------- | ---------- | --------------- | --------------- | --------------- | ------------------ | ------------------ | ------------------ | ----------- | ----------- | ----------- | ------ | ------ |
| 2008-2009                  | Jong PSV                   | -                          | -          | -          | CO              | 1               | 0               | -                  | -                  | -                  | -           | -           | -           | 1      | 0      |
| ago.-dic. 2009             | PSV                        | E                          | 0          | 0          | CO              | 0               | 0               | UEL                | 0                  | 0                  | -           | -           | -           | 0      | 0      |
| gen.-giu.2010              | Go Ahead Eagles            | JL                         | 13+1       | 2          | CO              | 2               | 0               | -                  | -                  | -                  | -           | -           | -           | 16     | 2      |
| 2010-2011                  | Hamilton Academical        | SPL                        | 27         | 3          | CS+CdL          | 1+0             | 1+0             | -                  | -                  | -                  | -           | -           | -           | 28     | 4      |
| 2011-2012                  | St. Mirren                 | SPL                        | 34         | 6          | CS+CdL          | 5+3             | 1+1             | -                  | -                  | -                  | -           | -           | -           | 42     | 8      |
| 2012-2013                  | St. Johnstone              | SPL                        | 36         | 7          | CS+CdL          | 2+2             | 0               | UEL                | 2                  | 0                  | -           | -           | -           | 42     | 7      |
| 2013-2014                  | St. Johnstone              | SP                         | 30         | 5          | CS+CdL          | 2+3             | 1+0             | UEL                | 4                  | 0                  | -           | -           | -           | 39     | 6      |
| Totale St. Johnstone       | Totale St. Johnstone       | Totale St. Johnstone       | 66         | 12         |                 | 9               | 1               |                    | 6                  | 0                  |             | -           | -           | 81     | 13     |
| 2014-gen. 2015             | Veria                      | SL                         | 1          | 0          | CG              | 2               | 1               | UEL                | 0                  | 0                  | -           | -           | -           | 3      | 1      |
| feb.-giu. 2015             | Hamilton Academical        | SP                         | 9          | 1          | CS+CdL          | -               | -               | -                  | -                  | -                  | -           | -           | -           | 9      | 1      |
| Totale Hamilton Academical | Totale Hamilton Academical | Totale Hamilton Academical | 36         | 4          |                 | 1               | 1               |                    | -                  | -                  |             | -           | -           | 81     | 13     |
| 2015-2016                  | Excelsior                  | E                          | 17         | 1          | CO              | 2               | 0               | -                  | -                  | -                  | -           | -           | -           | 19     | 1      |
| 2016-2017                  | Excelsior                  | E                          | 32         | 10         | CO              | 2               | 1               | -                  | -                  | -                  | -           | -           | -           | 34     | 11     |
| Totale Excelsior           | Totale Excelsior           | Totale Excelsior           | 49         | 11         |                 | 4               | 1               |                    | -                  | -                  |             | -           | -           | 53     | 12     |
| 2017-2018                  | Ironi Kiryat Shmona        | LhA                        | 31         | 6          | CI+CdL          | 5+?             | 2+?             | -                  | -                  | -                  | -           | -           | -           | 36+    | 8+     |
| ago.-set. 2018             | Ironi Kiryat Shmona        | LhA                        | 2          | 1          | CI+CdL          | -               | -               | -                  | -                  | -                  | -           | -           | -           | 2      | 1      |
| Totale Ironi Kiryat Shmona | Totale Ironi Kiryat Shmona | Totale Ironi Kiryat Shmona | 33         | 7          |                 | 5+              | 2+              |                    | -                  | -                  |             | -           | -           | 38+    | 9+     |
| set. 2018-2019             | Hapoel Be'er Sheva         | LhA                        | 32         | 6          | CI+CdL          | 2+?             | 0+?             | UCL+UEL            | -                  | -                  | SI          | -           | -           | 34+    | 6+     |
| 2019-apr. 2020             | Hapoel Be'er Sheva         | LhA                        | 21         | 7          | CI+CdL          | 2+?             | 0+?             | UEL                | 7                  | 1                  | -           | -           | -           | 30+    | 8+     |
| Totale Hapoel Be'er Sheva  | Totale Hapoel Be'er Sheva  | Totale Hapoel Be'er Sheva  | 53         | 13         |                 | 4+              | 0+              |                    | 7                  | 1                  |             | -           | -           | 64+    | 14+    |
| nov. 2020-2021             | Bnei Sakhnin               | LhA                        | 27         | 0          | CI+CdL          | 3+?             | 2+?             | -                  | -                  | -                  | -           | -           | -           | 30+    | 2+     |
| Totale carriera            | Totale carriera            | Totale carriera            | 313        | 55         |                 | 39+             | 10+             |                    | 13                 | 1                  |             | -           | -           | 365+   | 66+    |

### Cronologia presenze e reti in nazionale
| Cronologia completa delle presenze e delle reti in nazionale ― Suriname | Cronologia completa delle presenze e delle reti in nazionale ― Suriname | Cronologia completa delle presenze e delle reti in nazionale ― Suriname | Cronologia completa delle presenze e delle reti in nazionale ― Suriname | Cronologia completa delle presenze e delle reti in nazionale ― Suriname | Cronologia completa delle presenze e delle reti in nazionale ― Suriname | Cronologia completa delle presenze e delle reti in nazionale ― Suriname | Cronologia completa delle presenze e delle reti in nazionale ― Suriname |
| Data                                                                    | Città                                                                   | In casa                                                                 | Risultato                                                               | Ospiti                                                                  | Competizione                                                            | Reti                                                                    | Note                                                                    |
| ----------------------------------------------------------------------- | ----------------------------------------------------------------------- | ----------------------------------------------------------------------- | ----------------------------------------------------------------------- | ----------------------------------------------------------------------- | ----------------------------------------------------------------------- | ----------------------------------------------------------------------- | ----------------------------------------------------------------------- |
| 15-11-2019                                                              | Paramaribo                                                              | Suriname                                                                | 4 – 0                                                                   | Dominica                                                                | CONCACAF Nations League 2019-2020 - 1º turno                            | -                                                                       | 71’                                                                     |
| 19-11-2019                                                              | Managua                                                                 | Nicaragua                                                               | 1 – 2                                                                   | Suriname                                                                | CONCACAF Nations League 2019-2020 - 1º turno                            | 1                                                                       |                                                                         |
| 24-03-2021                                                              | Paramaribo                                                              | Suriname                                                                | 3 – 0                                                                   | Isole Cayman                                                            | Qual. Mondiali 2022                                                     | -                                                                       |                                                                         |
| 28-03-2021                                                              | Bradenton                                                               | Aruba                                                                   | 0 – 6                                                                   | Suriname                                                                | Qual. Mondiali 2022                                                     | 3                                                                       | 80’                                                                     |
| 05-06-2021                                                              | Paramaribo                                                              | Suriname                                                                | 6 – 0                                                                   | Burkina Faso                                                            | Qual. Mondiali 2022                                                     | 3                                                                       | 66’                                                                     |
| 09-06-2021                                                              | Bridgeview                                                              | Canada                                                                  | 4 – 0                                                                   | Suriname                                                                | Qual. Mondiali 2022                                                     | -                                                                       | 62’                                                                     |
| 13-07-2021                                                              | Orlando                                                                 | Giamaica                                                                | 2 – 0                                                                   | Suriname                                                                | Gold Cup 2021 - 1º turno                                                | -                                                                       | 64’                                                                     |
| 17-07-2021                                                              | Orlando                                                                 | Suriname                                                                | 1 – 2                                                                   | Costa Rica                                                              | Gold Cup 2021 - 1º turno                                                | -                                                                       | 61’                                                                     |
| 21-07-2021                                                              | Houston                                                                 | Suriname                                                                | 2 – 1                                                                   | Guadalupa                                                               | Gold Cup 2021 - 1º turno                                                | 1                                                                       | 67’                                                                     |
| Totale                                                                  |                                                                         | Presenze                                                                | 9                                                                       |                                                                         | Reti                                                                    | 8                                                                       |                                                                         |

## Palmarès

### Club

#### Competizioni nazionali
- Coppa di Scozia: 1

St. Johnstone: 2013-2014